# Talbot County (Maryland)
Talbot County is een county in de Amerikaanse staat Maryland.
De county heeft een landoppervlakte van 697 km² en telt 33.812 inwoners (volkstelling 2000). De hoofdplaats is Easton (Maryland).